# Rouelles
Rouelles ist eine französische Gemeinde mit 25 Einwohnern (Stand: 1. Januar 2022) im Département Haute-Marne in der Region Grand Est. Sie gehört zum Kanton Villegusien-le-Lac und zum Arrondissement Langres.

## Geografie
Die Gemeinde Rouelles liegt auf dem Plateau von Langres in einem Seitental der oberen Aube, etwa 25 Kilometer westsüdwestlich von Langres. Rouelles ist umgeben von folgenden Nachbargemeinden:
| Bay-sur-Aube | Vitry-en-Montagne                           |  |
|              | Kompassrose, die auf Nachbargemeinden zeigt |  |
|              | Auberive                                    |  |

## Bevölkerungsentwicklung
| Jahr                               | 1962 | 1968 | 1975 | 1982 | 1990 | 1999 | 2015 | 2018 |
| ---------------------------------- | ---- | ---- | ---- | ---- | ---- | ---- | ---- | ---- |
| Einwohner                          | 50   | 37   | 29   | 20   | 23   | 27   | 27   | 25   |
| Quellen: Cassini (EHESS) und INSEE |      |      |      |      |      |      |      |      |